# 215423 Winnecke
215423 Winnecke è un asteroide della fascia principale. Scoperto nel 2002, presenta un'orbita caratterizzata da un semiasse maggiore pari a 2,2700619 au e da un'eccentricità di 0,1353690, inclinata di 3,49643° rispetto all'eclittica.
L'asteroide è dedicato all'astronomo tedesco Friedrich August Theodor Winnecke.